# Młyńska Góra (Góry Opawskie)
Młyńska Góra (niem. Mühl Berg) – wzgórze w polskiej części Gór Opawskich, w Sudetach Wschodnich, o wysokości 363 m n.p.m. Położone na południu Moszczanki, 7 km na południowy zachód od Prudnika, przy drodze z Moszczanki do Pokrzywnej.

## Geografia
Wzniesienie ma łagodne stoki z wyjątkiem północy, gdzie bardzo stromo schodzi do doliny Złotego Potoku. Na grzbiet Młyńskiej Góry, nazywany Miłosną Górką, prowadzi wiejska droga ze skrzyżowania przy kościele Podwyższenia Świętego Krzyża w Moszczance. Przy torach kolejowych, od południowego zachodu znajdują się dwa krzyże, postawione w miejscu pochówku niemieckich żołnierzy, którzy zginęli tu w 1945. W partii szczytowej góry znajduje się duży kamieniołom, do którego prowadzi widokowa dróżka, częściowo w wąwozie. W lesie na Młyńskiej Górze znajduje się ogrodzone i oznakowane ujęcie wody.

## Historia
U podnóża góry znajdował się zabytkowy „Królewski Młyn”, wyburzony po II wojnie światowej. W okresie wojen śląskich w marcu 1741, podczas podróży króla Prus Fryderyka II z kilkoma towarzyszami z Prudnika do Nysy, Fryderyk został spostrzeżony przez austriacki patrol. Miał go uratować młynarz z Moszczanki, który ukrył go za wielkim kołem w młynie na Młyńskiej Górze. Od tamtego czasu młyn zyskał przydomek „Królewskiego”. Gdy pod koniec XIX wieku budowano drogę przez Moszczankę i chciano zasypać młynówkę, młynarz poskarżył się samemu królowi, który zapobiegł zasypaniu kanału.
Kroniki odnotowały trudności związane z przeprowadzeniem w latach 1874–1876 linii kolejowej z Karniowa do Jesionika w rejonie Młyńskiej Góry. Budowniczy musieli postawić wiadukt nad Złotym Potokiem (zniszczony w lipcu 1903 podczas powodzi, odbudowany w 1910) oraz przebić się przez wzniesienie.

## Turystyka
W rejonie Młyńskiej Góry przebiega  Główny Szlak Sudecki z Prudnika do Świeradowa-Zdroju. U podnóża wzniesienia znajdują się popularne łowiska rybne – „Pstrąg” i „u Bodzia”. Oba te miejsca stały się jednymi z najważniejszych atrakcji turystycznych w okolicy Prudnika.